# Сент-Прёв
Сент-Прёв (фр. Sainte-Preuve) — коммуна во Франции, находится в регионе Пикардия. Департамент коммуны — Эна. Входит в состав кантона Гиньикур. Округ коммуны — Лан.
Код INSEE коммуны — 02690.

## Население
Население коммуны на 2010 год составляло 84 человека.
| 1962 | 1968 | 1975 | 1982 | 1990 | 1999 | 2010 |
| ---- | ---- | ---- | ---- | ---- | ---- | ---- |
| 119  | 97   | 79   | 64   | 75   | 85   | 84   |

## Экономика
В 2010 году среди 56 человек трудоспособного возраста (15—64 лет) 33 были экономически активными, 23 — неактивными (показатель активности — 58,9 %, в 1999 году было 66,1 %). Из 33 активных жителей работали 26 человек (18 мужчин и 8 женщин), безработных было 7 (3 мужчин и 4 женщины). Среди 23 неактивных 1 человек был учеником или студентом, 13 — пенсионерами, 9 были неактивными по другим причинам.